# Drymoluber
Drymoluber é um género de serpentes da família Colubridae e subfamilia Colubrinae. Inclui três espécies que se distribuem pelo centro e norte de América do Sul. 

## Espécies
Reconhecem-se às seguintes espécies:
- Drymoluber apurimacensis Lehr, Carrillo & Hocking, 2004 - Apurímac (Peru).
- Drymoluber brazili (Gomes, 1918) - Brasil central.
- Drymoluber dichrous (Peters, 1863) - De Venezuela a Bolívia.